# Битва при Цагонаре
Битва при Загонаре — сражение между Миланом и Итальянской лигой, возглавляемой Флорентийской республикой, произошедшее 28 июля 1424 года у города Загонара в ходе Ломбардских войн и окончившееся победой миланцев.

## Предыстория
В начале 1424 года Миланское герцогство имело лишь одного союзника в Эмилии-Романье - город Форли. Ранее в том же году герцог Милана занял Имолу и Форлимпополи, епархиальный город в 7 км от Форли. В Имоле была свергнута династия Алидози, правившая городом в течение 90 лет. Соседняя Фаэнца немедленно перешла под защиту Висконти. Флоренция перешла в состояние тревоги: миланская угроза никогда не подходила так близко к территории республики.
Карло I Малатеста, правитель Римини, капитан-генерал флорентийских войск, осадил Форли, защищаемый Секко да Монтаньяна. Но миланцы под руководством Анджело делла Пергола ответила осадой замка Загонара.
Флорентийцы во главе с Малатеста сняли осаду Форли и совместно с силами Альберико II Барбьяно и правителя Фано Пандольфо III Малатеста двинулись против миланской армии под командованием Перголы.

## Ход битвы
Пергола имел под своей командой около 4000 кавалеристов и 4000 пехоты. Карло I Малатеста, в свою очередь, командовал армией из примерно 8000 всадников.
К середине утра 28 июля началось наступление флорентийской кавалерии. После пяти часов непрерывных боев осажденные в Загонаре тосканцы - сторонники Флоренции - смогли прорвать блокаду, но были застигнуты врасплох контратакой Анджело делла Перголы.
Флорентийская армия была разгромлена, многие командиры попали в плен, остальным удалось бежать. Карло Малатеста был взят в плен, как и около 3000 кавалеристов и 2000 пехотинцев. Пандольфо бежал в Равенну, а замок Загонара был унистожен.

## Последствия
Победа позволила миланцам двинуться вглубь Романьи, в сторону Муджелло. Но потеря Брешии, которая в 1426 году попала под власть Венеции, вынудила миланцев отступить. В итоге они отказались от попыток покорить Флоренцию. Таким образом, Милан так и не смог воспользоваться плодами победы при Загонаре.
Альберико Барбьяно вскоре сменил сторону и перешел под знаменем герцога Милана. 